# Liphistius gracilis
Espèce
Liphistius gracilis est une espèce d'araignées mésothèles de la famille des Liphistiidae.

## Distribution
Cette espèce est endémique du Johor en Malaisie péninsulaire,.

## Description
Le mâle holotype mesure 11,32 mm et la femelle paratype 13,53 mm.

## Publication originale
- Schwendinger, 2017 : A revision of the trapdoor spider genus Liphistius (Mesothelae: Liphistiidae) in peninsular Malaysia; part 1. Revue Suisse de Zoologie, vol. 124, no 2, p. 391-445.